# Kozița, Kărdjali
Kozița (în bulgară Козица) este un sat în comuna Djebel, regiunea Kărdjali,  Bulgaria. 

## Demografie
Componența etnică a satului Kozița
     Turci (73,42%)
     Nicio identificare (26,57%)
     Altele (0%)
La recensământul din 2011, populația satului Kozița era de 143 locuitori. Din punct de vedere etnic, majoritatea locuitorilor (73,42%) erau turci. Pentru 26,57% din locuitori nu este cunoscută apartenența etnică.